# Абдішев Бауржан Туйтейович
Бауржан Туйтейович Абдішев (каз. Бауыржан Түйтейұлы Әбдішев; народився 3 червня, 1968 року, селище Атасу, Жанааркинський район, Карагандинська область) — казахстанський митник і політик. Аким (голова) м. Караганда (2010—2012); віце-міністр охорони навколишнього середовища Казахстану (2012—2013), аким Карагандинської області (2013—2014).
2015 року засуджений до 5 років позбавлення волі за корупцію.

## Життєпис
Освіта
- Карагандинський політехнічний інститут (1993), інженер-механік.
- Карагандинський державний університет ім. Є. Букетова (1998), економіст.
- Російська митна академія (2005), спеціаліст митної справи.

Діяльність
Служив у радянській армії (1987—1989). З 1993 (або 1994) року працював провідним економістом автобусного парку № 4 м. Караганда.
З 1995 року працював у системі митних органів Республіки Казахстан (Костанайська, Карагандинська та Павлодарська області). У 1999—2009 — робота в Митному комітеті Міністерства доходів Казахстану.
Полковник митної служби.
2009—2010 — заступник голови інноваційного комітету правлячої партії «Нур Отан». Після цього розпочав політичну кар'єру як аким (голова) м. Караганда (01.2010-09.2012). Пізніше — віце-міністр охорони навколишнього середовища Казахстану (09.2012-01.2013) та аким Карагандинської області (01.2013-06.2014).

## Арешт
Заарештований 2014 року за підозрою в перевищенні службових повноважень. Він і його підлеглі створили фірму з виробництва тротуарної плитки, з якою централізовано укладала договори міська влада Караганди за час головування там Абдішева. Через порушення антимонопольного законодавства бюджет зазнав збитків на суму 1 млрд 242 млн тенге (~7 млн доларів США).
У грудні 2015 року засуджений до 5 років колонії загального режиму, умовно-достроково звільнений у травні наступного року, решту терміну відбуватиме у вигляді обмеження свободи за місцем проживання.

## Особисте життя
Одружений, має двох синів.